# Коллаборационизм во Второй мировой войне
Коллаборационизм во Второ́й мирово́й войне́ — военное, политическое и экономическое сотрудничество граждан государств Антигитлеровской коалиции или представителей основных этнических групп данных государств с Германией, Японией и Италией в ходе Второй мировой войны.
Первоначально означал сотрудничество граждан Франции (к которому призвал нацию глава режима Виши маршал Петен в 1940) с немецкими властями в период оккупации Франции в ходе Второй мировой войны. Затем стал применяться и к другим европейским правительствам, действовавшим под германской оккупацией (правительство Квислинга в Норвегии, режимы вроде Локотской республики на оккупированной территории СССР и др.) либо военным организациям граждан оккупированных стран под контролем гитлеровского блока (Русская освободительная армия Власова, национальные дивизии СС почти во всей Европе и др.).
Вермахт и войска СС пополнили свыше 1,8 миллиона человек из числа граждан других государств и национальностей. Из них в годы войны было сформировано 59 дивизий, 23 бригады, несколько отдельных полков, легионов и батальонов.

## Коллаборационизм в Европе

### Албания
В апреле 1939 года итальянские войска заняли территорию Албании, после чего Албанское королевство было включено в состав Итальянского королевства. На территории страны продолжала действовать гражданская администрация и полиция. Вооружённые силы Албании были расформированы, однако их подразделения были включены в состав итальянской армии, также в распоряжении итальянцев оказалось вооружение, техника и иное военное имущество албанской армии. В дальнейшем, в 1939 году началось формирование на территории Албании отрядов фашистской милиции («Milizia Fascista Albanese»).
После окончания боевых действий в Югославии и Греции, в мае 1941 года территория Албании была увеличена за счёт аннексии южной части Югославии (Черногории и Косова). После капитуляции Италии в сентябре 1943 года территория Албании была оккупирована немецкими войсками. В 1943 году немцы начали формирование из албанцев полка «Косово», в дальнейшем, в мае 1944 года, началось создание 21-й горной дивизии СС «Скандербег».

### Бельгия
В своей деятельности в Бельгии оккупанты опирались на поддержку со стороны местных коллаборационистов. Последовательными сторонниками Третьего рейха являлись рексисты, руководителем которых был Леон Дегрель и организации фламандских националистов «Фламандский национальный союз» и «Германо-фламандский трудовой союз».
- в период оккупации в Бельгии продолжали действовать гражданская администрация и органы бельгийской полиции;
- из бельгийских граждан были созданы вспомогательные подразделения полевой жандармерии (Hilfsfeldgendarmerie), которые были включены в состав немецкой полевой жандармерии в Бельгии;
- для несения охранно-сторожевой службы немцами были созданы военизированные формирования во Фландрии (нидерл. Vlaamse Wacht) и в Валлонии (фр. Garde Wallonne)
- деловые круги и руководство ряда промышленных предприятий активно сотрудничали с Германией (в частности, выполняли германские заказы, в том числе — заказы немецкой оккупационной администрации и заказы для немецкой армии и военной промышленности)[4]

В 1941 году в Бельгии были сформированы два «легиона», которые были направлены на Восточный фронт и принимали участие в боевых действиях против СССР:
- Фламандский легион СС
- Валлонский легион СС

Летом 1943 года были сформированы две бригады СС:
- 6-я добровольческая бригада СС «Лангемарк»;
- 5-я добровольческая штурмовая бригада СС «Валлония».

В дальнейшем, в октябре 1944 года обе бригады СС были переформированы, на их основе были созданы две дивизии СС:
- 27-я добровольческая пехотная дивизия СС «Лангемарк» (1-я фламандская)
- 28-я добровольческая пехотная дивизия СС «Валлония» (1-я валлонская)

### Греция
После завершения боевых действий, в апреле 1941 года на территории Греции было создано так называемое «Греческое государство», которое возглавил генерал Георгиос Цолакоглу. В стране действовала гражданская администрация и полиция, которая выполняла распоряжения оккупантов; функционировала греческая нацистская партия (Национал-социалистическая народная партия[уточнить]). В 1943 году правительством под руководством Иоанниса Раллиса были созданы батальоны безопасности (охранные батальоны греч. Τάγματα Ασφαλείας), которые совместно с силами СС подавляли мятежи и партизанские восстания.

### Дания
В своей деятельности в Дании оккупанты опирались на поддержку со стороны местных коллаборационистов (в том числе, в правительстве Дании). В 1941 году, после вторжения Германии в СССР, правительство Дании объявило о присоединении Дании к «Антикоминтерновскому пакту».
- деловые круги были активно вовлечены в торгово-экономическое сотрудничество с Германией;
- в стране открыто действовала Национал-социалистическая рабочая партия Дании;
- в июле 1941 года был создан Добровольческий корпус СС «Данмарк» (1-й датский);
  - в дальнейшем, в 1943 году из датчан и скандинавов была сформирована 11-я добровольческая моторизованная дивизия СС «Нордланд»;

### Еврейский коллаборационизм
Отличительными особенностями еврейской коллаборации было в том, что она, в отличие от коллаборации коренных жителей, почти никогда не имела под собой идеологической основы, а еврейские коллаборационистские органы управления часто формировались в принудительном порядке.
Еврейский коллаборационизм принимал различные организационные формы.
- на территориях стран Оси и оккупированных государств Европы нацистами в местах массового проживания евреев создавались административные органы еврейского самоуправления — юденраты (нем. Judenrat — «еврейские советы»). Отдельный юденрат мог отвечать за определённое гетто, отдельную территорию, регион или даже за целую страну[6].
- евреи служили в «еврейской службе порядка» — полиции, которая была создана в еврейских гетто и находилась в подчинении еврейской гражданской администрации гетто.

Кандидат исторических наук Евгений Розенблат делит еврейских коллаборантов на две большие группы:
- Сторонники стратегии коллективного выживания.
- Лица, осуществлявшие стратегию индивидуального выживания.

Первая группа отождествляла себя со всеми остальными жителями гетто и старалась по возможности добиться системы, при которой целому ряду категорий еврейского населения предоставлялись дополнительные шансы на выживание — например, опека юденратов над многодетными семьями, малоимущими, стариками, одинокими людьми и инвалидами. Представители второй группы противопоставляли себя остальным евреям и использовали все средства для личного выживания, в том числе ведущие к ухудшению положения или гибели остальных.

### Италия
До осени 1943 года в Италии был союзный Германии режим Бенито Муссолини. Однако после переворота и ареста Муссолини, новое правительство маршала Пьетро Бадольо в сентябре 1943 года заявило о выходе из войны и перемирии, а 13 октября объявило войну Германии. Немцы осуществили операцию по освобождению Муссолини и на севере страны поставили его во главе созданного ими марионеточного государства, известного как Республика Сало.

### Нидерланды
- в стране действовало марионеточное правительство;
- открыто действовало Национал-социалистическое движение, которое возглавлял А. Мюссерт.
- уже в июле 1941 года был сформирован голландский добровольческий легион, который был направлен на Восточный фронт в январе 1942 года. В мае 1943 года легион «Недерланд» был переформирован в моторизованную бригаду СС «Недерланд».
- в марте 1943 года была создана бригада «Ландшторм Недерланд», которая с осени 1944 года воевала в Бельгии против западных союзников.

### Польша

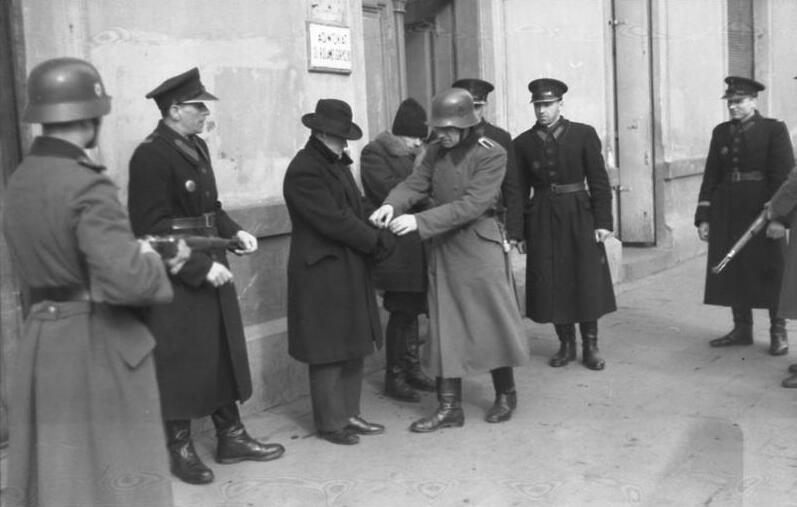
Синяя полиция, сформированная немцами на территории «генерал-губернаторства»

Польский коллаборационизм принимал различные организационные формы.
После окончания боевых действий в Польше осенью 1939 года немецкие власти приступили к созданию административного аппарата для управления оккупированными польскими территориями.
- Польские граждане («фольксдойче», поляки и представители других национальностей) работали в органах гражданской администрации «генерал-губернаторства»;
- представители деловых кругов, владельцы предприятий активно сотрудничали с Германией (в частности, выполняли германские заказы, в том числе — заказы немецкой оккупационной администрации и заказы для немецкой армии и военной промышленности);
- в октябре 1939 года на территории «генерал-губернаторства» началось формирование вооружённых подразделений «Польской полиции Генерал-губернаторства» (также известной под названием «синяя полиция»);
- поляки привлекались для службы в вермахте и иных вооружённых, охранно-полицейских и военизированных формированиях Третьего рейха (шуцманшафт-батальонах вспомогательной полиции, железнодорожной охране, «заводской охране» и др.);
- значительное количество польских граждан сотрудничало с немецкими спецслужбами и выполняло их поручения.

Известно о сотрудничестве с Третьим Рейхом некоторых руководителей и участников ряда польских движений сопротивления: «Мушкетёры», «Народове силы збройне» и Армии крайовой.

### СССР
Сотрудничество граждан СССР с оккупантами развивалось в различных формах: военной, политической, хозяйственной, административной. Причины, толкнувшие людей на этот шаг, имели сложный и неоднозначный характер, были порождены разными обстоятельствами бытового, психологического, мировоззренческого, иногда религиозного порядка. Бесспорно, что среди этих людей имелась значительная прослойка антисоветски настроенных граждан, которые добросовестно и преданно служили немецким оккупационным властям. Жёсткий тоталитарный сталинский режим, коллективизация, раскулачивание и расказачивание, насильственные депортации и переселения целых народов, голодные катастрофы, сталинские репрессии и повсеместный террор, утрата национальной независимости прибалтийскими государствами и другие следствия преобразований большевиков, вызывали недовольство значительной части населения, явление носило массовый характер, по сути в 1941—1945 гг. в рамках Второй мировой и Великой Отечественной, в СССР разгорелся второй этап гражданской войны, когда миллионы граждан страны вновь оказались по разные стороны баррикад с оружием в руках друг против друга. Всё это активно использовала нацистская пропаганда — под предлогом освобождения порабощённых народов СССР проводилась политика демонизации советского государства при сокрытии собственного террора на оккупированных территориях. Немаловажным фактором была и продолжающаяся антисоветская деятельность белогвардейской эмиграции — в особенности той её части, которая заняла «непримиримую позицию», а с началом Великой Отечественной войны встала на позицию «пораженчества» по отношению к существующему режиму в СССР:20.
Как свидетельствуют источники[какие?], комплектование коллаборационистских формирований немцами часто производилось примерно по такой схеме: в лагерь военнопленных прибывали вербовщики из представителей немецкого командования, белоэмигрантов, власовских эмиссаров и приступали к выявлению лиц, по различным причинам готовых пойти на службу в германскую армию. Из них создавалось ядро будущего подразделения. По количеству добровольцев оно, как правило, значительно не дотягивало до установленной штатной численности. Недостающих новобранцев отбирали уже по принципу физической годности к несению строевой службы. Часто люди оказывались перед ограниченным выбором: либо служба в военных формированиях германской армии, либо голодная смерть.
Среди исследователей этой проблемы нет единого мнения относительно численности советских граждан, поступивших на службу к противнику. Часто в этих подсчётах отсутствуют сведения о многочисленных «хиви» и вспомогательной полиции. По данным К. Александрова, военную службу на стороне Германии в 1941—1945 годах несли примерно 1,24 млн граждан СССР: 400 тыс. русских (в том числе 80 тыс. в казачьих формированиях), 250 тыс. украинцев, 180 тыс. представителей народов Средней Азии, 90 тыс. латышей, 70 тыс. эстонцев, 40 тыс. представителей народов Поволжья, 38,5 тыс. азербайджанцев, 37 тыс. литовцев, 28 тыс. представителей народов Северного Кавказа, 20 тыс. белорусов, 20 тыс. грузин, 20 тыс. крымских татар, 20 тыс. русских немцев и фольксдойче, 18 тыс. армян, 5 тыс. калмыков, 4,5 тыс. ингерманландцев (преимущественно в финской армии); нет точных данных о численности молдаван.
По данным С. М. Маркедонова, только «через казачьи части на стороне Германии в период с октября 1941 года по апрель 1945 года прошло около 80 000 человек, из которых, вероятно, только не более 15—20 тысяч человек не были казаками по происхождению». Но эти числа включают в себя и казаков, бывших в 1941 году гражданами СССР, и вставших на путь коллаборационизма во время гитлеровской оккупации. По данным на январь 1943 года, было сформировано 30 отрядов из казаков, общей численностью около 20 000 человек.
В целом, на территориях, оккупированных нацистской Германией и её союзниками, оказалось около 70 миллионов советских граждан. В частях Вермахта с 1940 по 1945 год служило до 1,5 миллиона граждан СССР (только в одном 1944 году до 1 миллиона:20), ещё около 3 миллионов находилось в Третьем рейхе на принудительных работах в качестве остарбайтеров:20.
В 1943 году после тяжёлых поражений на Восточном фронте, нацисты официально разрешили представителям всех славянских народов служить даже в Ваффен-СС.
Процесс над пособниками немецких оккупантов в Краснодаре, состоявшийся в июле 1943 года, стал первым подобным процессом над советскими коллаборационистами.
17 сентября 1955 года был издан Указ Президиума Верховного Совета СССР «Об амнистии советских граждан, сотрудничавших с оккупантами в период Великой Отечественной войны 1941—1945 гг.»
Одной из тайн советской идеологии послевоенного времени было длительное умолчание о масштабах участия советских граждан в военном конфликте на стороне Третьего Рейха. За непродолжительный срок вермахтом были созданы многочисленные национальные легионы из славянских, кавказских, прибалтийских, среднеазиатских народов и отдельные русские казачьи военные части. Количество легионеров в рядах вермахта превышало миллион бойцов. При этом численность русских легионеров ничем не уступала численности бойцов других национальностей. Согласно данным немецкого командования и оценкам российских историков, общая численность представителей народов СССР, которые входили в вооружённые формирования на стороне Германии (вермахт, войска СС, полиция), составляла: русские — более 300 тыс., украинцы — 250 тыс., белорусы — 70 тыс., казаки — 70 тыс., латыши — 150 тыс., эстонцы — 90 тыс., литовцы — 50 тыс., народы Средней Азии — ок. 70 тыс., азербайджанцы — до 40 тыс., народы Северного Кавказа — до 30 тыс., грузины — 25 тыс., армяне — 20 тыс., волжские татары — 12,5 тыс., крымские татары — от 10 до 20 тыс., калмыки — 7 тыс. человек (всего около 1 млн 200 тыс. человек). Иногда указывается большее число — 1,5 млн человек. По немецким источникам, в конце войны в немецком плену находились свыше 2 млн советских военнопленных. Из них 940 тыс. — в концентрационных лагерях, а свыше миллиона были задействованы на всевозможных работах. Вместе с ними к сотрудничеству было привлечено многомиллионное гражданское население на оккупированных территориях. Лишь количество вывезенных на работы в Германию людей (т. н. цвангсарбайтеров, Zwangsarbeiter) достигало 3 миллионов человек:20.

#### Русский коллаборационизм
- Организация Цеппелин
- Боевой союз русских националистов
- Дивизия «Руссланд» (Дивизия «Россия» / Зелёная армия особого назначения/ 1-я Русская национальная армия)
- Локотская республика и Лепельская республика
  - РОНА
- Республика Зуева
- РННА
- РОА (ВС КОНР)
  - ВВС КОНР
  - 1-я дивизия РОА / ВС КОНР (600-пехотная дивизия вермахта)
  - 2-я дивизия РОА/ВС КОНР (650-я пехотная дивизия)
  - 3-я дивизия РОА/ВС КОНР (700-я пехотная дивизия)
- Русский корпус
- Русский отряд 9-й армии вермахта
- Русский ост-батальон «Шелонь»
- Русская вспомогательная полиция и шуцманшафт
  - Батальон Муравьёва
  - Русская гражданская вспомогательная полиция, Севастополь
  - Бригада вспомогательной полиции порядка «Зиглинг»
- СС
  - 29-я добровольческая пехотная дивизия СС «РОНА» (1-я русская)
  - 30-я добровольческая пехотная дивизия СС (2-я русская)
  - 1-я русская национальная бригада СС «Дружина», известна также как 1-й Русский национальный отряд СС
  - Добровольческий полк СС «Варяг»
  - Русский личный состав в дивизии СС «Валлония»
- Хиви
- РОНД/РНСД

602-й Ост-батальон
645-й батальон

#### Администрации, созданные на оккупированной территории СССР
- Республика Зуева
- Локотская республика

#### Казаки
На службе немецкой армии были как казаки являвшиеся гражданами СССР, так и те, кто эмигрировал из России ранее, в результате Гражданской войны. В отличие от иных проектов формирования национальных частей из бывших граждан СССР, Гитлер и его ближайшее окружение благосклонно смотрели на идею формирования казачьих частей, так как придерживались теории о том, что казаки являлись потомками готов, а значит принадлежали не к славянской, а к арийской расе. К тому же, в начале политической карьеры Гитлера, его поддерживали некоторые казачьи лидеры. Третий рейх сумел привлечь на свою сторону довольно большое число казаков. Идея реванша за проигранную гражданскую войну, обретения казачьей государственности и создания независимого государства «Казакии» с помощью нацистской Германии именно в годы Великой Отечественной войны обрели новое дыхание и превратили казачьи части в составе Вермахта в орудие борьбы против советской власти.

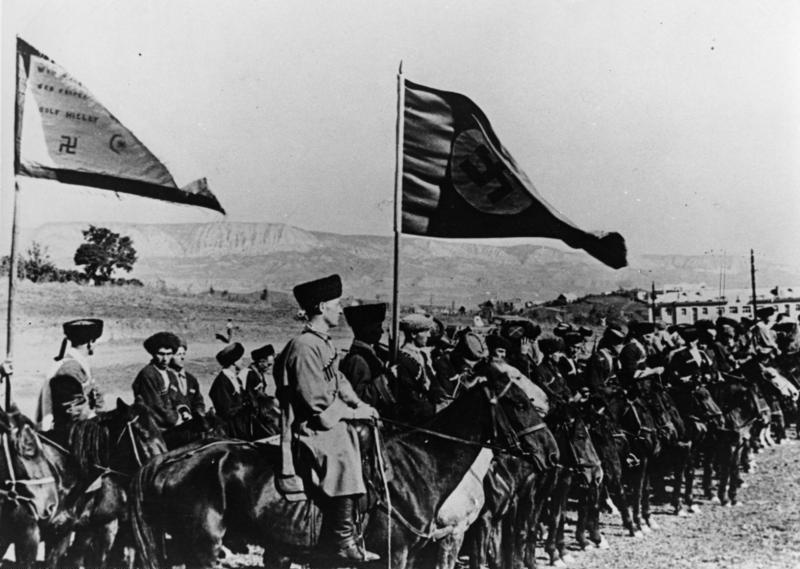
Донские казаки в составе войск нацистской Германии, август 1942

Кубанские казаки на стороне Германии

В первый же день начала Германией военных действий против СССР находившийся в эмиграции казачий атаман Всевеликого войска Донского Пётр Николаевич Краснов обратился к казакам с воззванием:

Я прошу передать всем казакам, что эта война не против России, но против коммунистов, жидов и их приспешников, торгующих Русской кровью. Да поможет Господь немецкому оружию и Гитлеру! Пусть совершат они то, что сделали для Пруссии русские и император Александр I в 1813 году.

#### Кавказ и Крым
- Крымскотатарский коллаборационизм во Второй мировой войне

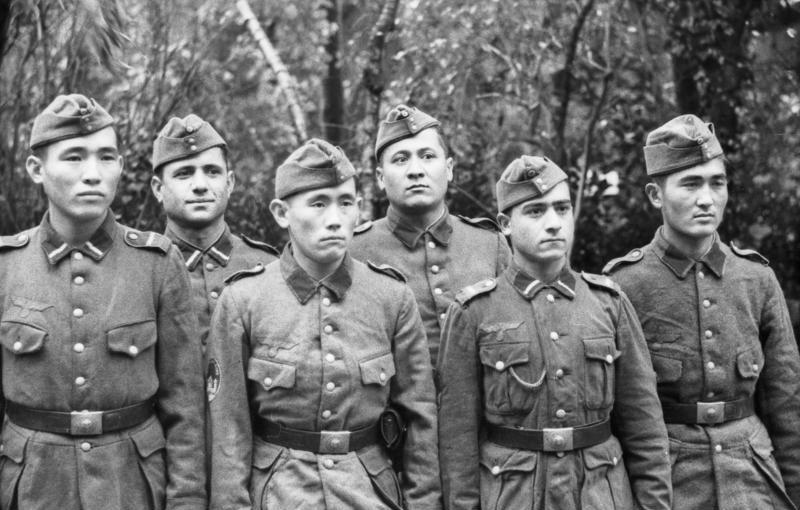
Солдаты Туркестанского легиона в составе Вермахта, Франция, 1943

#### Поволжье и Урал
- Легион «Идель-Урал»
- Боевая группа «Идель-Урал» Восточно-тюркского соединения СС
- Калмыцкий кавалерийский корпус

#### Средняя Азия
- Туркестанский легион
- Вели Каюм-хан
- Алманбетов, Сатар
- Баймирза Хаит
- Рузи Назар
- Национальный комитет объединения Туркестана

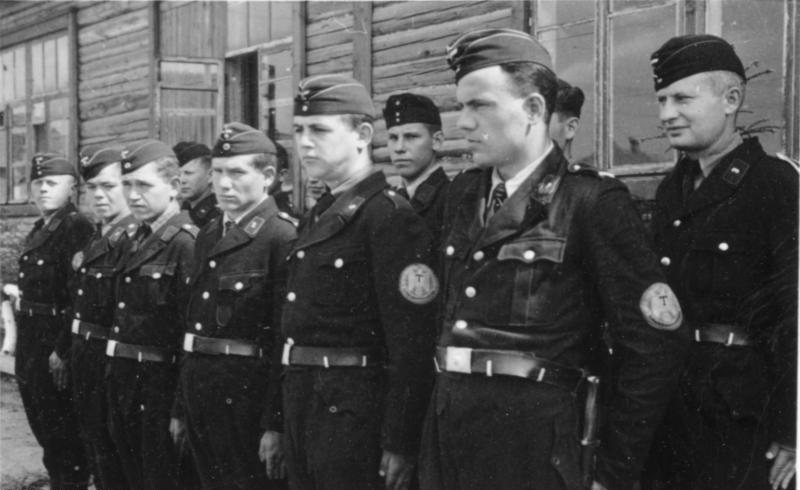
Сотрудники украинской вспомогательной полиции, 1943 год

#### Украина
- Батальоны Нахтигаль и «Роланд»
- Охранная полиция (шутцманшафт)
- Организация украинских националистов (м)
- Организация украинских националистов (б)
- Украинская повстанченская армия
- 14-я добровольческая пехотная дивизия СС «Галичина» (1-я украинская)
- Украинский национальный совет
- Украинский центральный комитет
- Киевский курень
- Буковинский курень

#### Белоруссия
Белорусский корпус самообороны
1-й Белорусский штурмовой взвод
Белорусский батальон железнодорожной охраны
13-й Белорусский полицейский батальон СД
1-й Кадровый батальон Белорусской Краевой Обороны
38-я пехотная дивизия СС «Нибелунги»

### Франция
- Анри Филипп Петен
- Правительство Виши
- Пьер Лаваль
- Тувье, Поль
- Бретонский коллаборационизм

Серия из пяти нацистских пропагандистских виньеток «Французского добровольческого легиона против большевизма» (гравёр Пьер Гандон), выпущенных к 130-летию битвы Наполеона под Бородино в России.

- Легион французских добровольцев против большевизма
- 33-я пехотная дивизия СС «Шарлемань» (1-я французская)

### Югославия

#### Македония
- Пиндско-Мегленское княжество

#### Черногория
- Савич Маркович-Штедимлия

## Коллаборационизм в Азии

### Индия
- Индийская национальная армия
- Бос, Субхас Чандра
- Сахгал, Лакшми

### Индонезия
- Сукарно
- Мохаммад Хатта

### Китай

#### Внутренняя Монголия
- Мэнцзян

#### Коллаборационистская администрация в Китае
- Антикоммунистическое автономное правительство Восточного Цзи
- Временное правительство Китайской республики
- Реформированное правительство Китайской республики
- Центральное правительство Китайской республики